# Adenoma papillare renale
L'adenoma papillare renale è una neoplasia che deriva dall'epitelio tubulare renale, caratterizzato dalla presenza di adenomi piccoli e superficiali sulla corticale del rene, si riscontrano dal 7 a 22% delle autopsie. La forma che si presenta con maggiore incidenza è quella papillare e perciò sono chiamati adenomi papillari nelle classificazioni internazionali.

## Morfologia
Sono piccoli tumori in genere di diametro inferiore ai 5mm, si presentano sulla superficie corticale e microscopicamente appaiono come noduli pallidi, giallo-grigiastri con limiti ben definiti. All'esame istologico sono costituiti da strutture papillari complesse, con abbondanti ramificazioni. Le cellule assumono una forma da cuboide a poligonale, e presentano piccoli nuclei regolari centrali, citoplasma ricco in vacuoli lipidici, senza evidenza di atipia. Dal punto di vista istologico questi tumori non differiscono dall'adenocarcinoma papillare renale a basso grado, infatti condividono alcune caratteristiche immunoistochimiche e citogenetiche (trisomie 7 e 17) con le neoplasie papillari. La dimensione del tumore che in passato veniva usata come "cut-off" per distinguere tra le forme a facile metastatizzazione e le forme non metastatiche, era di 3cm; tuttavia poiché sono state occasionalmente descritte metastasi da tumori renali di scarso volume, l'attuale comportamento è quello di considerare e trattare tutti gli adenomi come tumori maligni, almeno fino all'evidenziazione di sicuri fattori di benignità. Raramente le neoplasie benigne causano problemi clinici.